# 毓巍
毓巍（1912年9月25日—1998年5月），字蘭峰，又稱毓蘭峰。满族，爱新觉罗氏，清朝宗室后裔，北京人。清端郡王载漪之孙，溥儁長子。

## 經歷
5岁时入宫陪伴溥仪读书。后就读于北平市财务商业专科学校英语系。1938年在察哈尔省科务署擔任会计，1939年至1945年在北平警察局任文书。1945年11月入狱。1949年9月获释，在北京以三轮车伕为生。1956年由北京迁居宁夏永宁县李俊乡古光村。曾任永宁县政协委员和自治区政协第四届委员。中國國民黨革命委員會黨員。1984年8月聘为宁夏文史馆馆员。
自幼拜宫中太医为师，熟谙中医内科，尤以儿科、妇科著名。还精通《周易》，对一些疑难杂症，有其独特的疗法。宁夏文史馆藏有毓巍的回忆文章，王预先所作。

## 家庭及關聯
- 祖父：多羅瑞郡王載漪。
- 父：大阿哥溥儁。
- 弟：毓嶺。
- 毓巍有三子，在宁夏永宁县。
  - 长子：罗恒禄。
  - 次子：罗恒玉。
  - 三子：罗恒均，现为中国易经协会会员，有一兒子名罗伟。